# Matsuoka Yoshihiko
Yoshihiko Matsuoka (sinh ngày 29 tháng 7 năm 1977) là một cầu thủ bóng đá người Nhật Bản.

## Sự nghiệp câu lạc bộ
Yoshihiko Matsuoka đã từng chơi cho Vissel Kobe.